# Tanyfron
Tanyfron är en by i Wrexham i Wales. Byn är belägen 176,3 km 
från Cardiff. Orten har 2 435 invånare (2016).